# Élections législatives de 2017 en Martinique
Les élections législatives françaises de 2017 se déroulent les 10 et 17 juin. Dans le département de la Martinique, quatre députés sont à élire dans le cadre de quatre circonscriptions.

## Élus
| Circonscription                                 | Député sortant       | Parti | Parti | Député élu ou réélu | Parti | Parti |
| ----------------------------------------------- | -------------------- | ----- | ----- | ------------------- | ----- | ----- |
| 1re                                             | Alfred Marie-Jeanne* |       | MIM   | Josette Manin       |       | BPM   |
| 2e                                              | Bruno Nestor Azerot  |       | DVG   | Bruno Nestor Azerot |       | DVG   |
| 3e                                              | Serge Letchimy       |       | PPM   | Serge Letchimy      |       | PPM   |
| 4e                                              | Jean-Philippe Nilor  |       | MIM   | Jean-Philippe Nilor |       | MIM   |
| * député sortant ne se représentant pas en 2017 |                      |       |       |                     |       |       |

## Rappel des résultats départementaux des élections de 2012
| Parti          | Parti                                                                  | Premier tour | Premier tour | Second tour | Second tour | Sièges |
| Parti          | Parti                                                                  | Voix         | %            | Voix        | %           | Sièges |
| -------------- | ---------------------------------------------------------------------- | ------------ | ------------ | ----------- | ----------- | ------ |
|                | Parti progressiste martiniquais                                        | 20 572       | 21,90        | 37 588      | 34,14       | 1      |
|                | Fédération socialiste de la Martinique                                 | 9 906        | 10,55        | 13 824      | 12,56       | 0      |
|                | Rassemblement démocratique pour la Martinique                          | 8 237        | 8,77         | 16 812      | 15,27       | 1      |
|                | Bâtir le pays Martinique                                               | 4 182        | 4,45         |             |             | 0      |
|                | Divers gauche                                                          | 3 786        | 4,03         | 0           |             |        |
|                | Europe Écologie Les Verts                                              | 263          | 0,28         | 0           |             |        |
|                | Majorité présidentielle                                                | 46 946       | 49,98        | 68 224      | 61,97       | 2      |
|                |                                                                        |              |              |             |             |        |
|                | Union pour un mouvement populaire                                      | 9 176        | 9,77         |             |             | 0      |
|                | Divers droite                                                          | 8 113        | 8,64         | 0           |             |        |
|                | Droite parlementaire                                                   | 17 289       | 18,41        |             |             | 0      |
|                |                                                                        |              |              |             |             |        |
|                | Mouvement indépendantiste martiniquais                                 | 16 854       | 17,94        | 35 442      | 32,19       | 2      |
|                | Parti pour la libération de la Martinique                              | 3 580        | 3,81         | 6 434       | 5,84        | 0      |
|                | Régionaliste                                                           | 3 458        | 3,68         |             |             | 0      |
|                | Mouvement des démocrates et écologistes pour une Martinique souveraine | 2 871        | 3,06         | 0           |             |        |
|                | Combat ouvrier                                                         | 1 365        | 1,45         | 0           |             |        |
|                | Front national                                                         | 912          | 0,97         | 0           |             |        |
|                | Mouvement démocrate                                                    | 615          | 0,65         | 0           |             |        |
|                | Divers                                                                 | 44           | 0,05         | 0           |             |        |
|                |                                                                        |              |              |             |             |        |
| Inscrits       | Inscrits                                                               | 302 913      | 100,00       | 303 196     | 100,00      | 4      |
| Abstentions    | Abstentions                                                            | 202 667      | 66,91        | 185 032     | 61,03       |        |
| Votants        | Votants                                                                | 100 246      | 33,09        | 118 164     | 38,97       |        |
| Blancs et nuls | Blancs et nuls                                                         | 6 312        | 6,3          | 8 064       | 6,82        |        |
| Exprimés       | Exprimés                                                               | 93 934       | 93,7         | 110 100     | 93,18       |        |

## Résultats

### Résultats à l'échelle du département
| Parti       | Parti                                         | Premier tour | Premier tour | Second tour | Second tour | Sièges |
| Parti       | Parti                                         | Voix         | %            | Voix        | %           | Sièges |
| ----------- | --------------------------------------------- | ------------ | ------------ | ----------- | ----------- | ------ |
|             | Ensemble, pour une Martinique nouvelle        | 22 997       | 30,19        | 27 100      | 30,34       | 2      |
|             | Les Républicains                              | 9 753        | 12,80        | 6 954       | 7,79        | 0      |
|             | Divers gauche (dont Martinique citoyenne)     | 9 276        | 12,18        | 14 110      | 15,80       | 1      |
|             | Mouvement indépendantiste martiniquais        | 8 780        | 11,53        | 14 794      | 16,56       | 1      |
|             | Divers (dont UPR, CDM)                        | 5 142        | 6,75         | 9 851       | 11,03       | 0      |
|             | Nou Pèp Là                                    | 3 247        | 4,26         |             |             |        |
|             | Parti pour la libération de la Martinique     | 3 057        | 4,01         | 5 326       | 5,96        | 0      |
|             | La France Insoumise                           | 2 933        | 3,85         |             |             |        |
|             | La République en marche                       | 2 665        | 3,50         |             |             |        |
|             | Combat ouvrier                                | 1 248        | 1,64         |             |             |        |
|             | Martinique écologie                           | 1 218        | 1,60         |             |             |        |
|             | Parti socialiste                              | 1 102        | 1,45         |             |             |        |
|             | Rassemblement démocratique pour la Martinique | 1 099        | 1,44         |             |             |        |
|             | Union des démocrates et indépendants          | 1 042        | 1,37         |             |             |        |
|             | Mouvement démocrate                           | 985          | 1,29         |             |             |        |
|             | Front national                                | 916          | 1,20         |             |             |        |
|             | Divers droite                                 | 708          | 0,93         |             |             |        |
|             |                                               |              |              |             |             |        |
| Inscrits    | Inscrits                                      | 310 233      | 100,00       | 310 225     | 100,00      |        |
| Abstentions | Abstentions                                   | 229 328      | 74,92        | 213 050     | 68,68       |        |
| Votants     | Votants                                       | 80 905       | 26,08        | 97 175      | 31,32       |        |
| Blancs      | Blancs                                        | 2 672        | 3,30         | 4 165       | 4,29        |        |
| Nuls        | Nuls                                          | 2 065        | 2,55         | 3 690       | 3,80        |        |
| Exprimés    | Exprimés                                      | 76 168       | 94,14        | 89 320      | 91,92       |        |

### Résultats par circonscription

#### Première circonscription
Député sortant : Alfred Marie-Jeanne (MIM).
|                                                                               |                                                                                         |                           |                           |                          |                          |
|                                                                               |                                                                                         | Premier tour 10 juin 2017 | Premier tour 10 juin 2017 | Second tour 17 juin 2017 | Second tour 17 juin 2017 |
|                                                                               |                                                                                         |                           |                           |                          |                          |
|                                                                               |                                                                                         | Nombre                    | % des inscrits            | Nombre                   | % des inscrits           |
| Inscrits                                                                      | Inscrits                                                                                | 79 432                    | 100,00                    | 79 425                   | 100,00                   |
| Abstentions                                                                   | Abstentions                                                                             | 60 809                    | 76,55                     | 55 485                   | 69,86                    |
| Votants                                                                       | Votants                                                                                 | 18 623                    | 23,45                     | 23 940                   | 30,14                    |
|                                                                               |                                                                                         |                           | % des votants             |                          | % des votants            |
| Bulletins blancs                                                              | Bulletins blancs                                                                        | 797                       | 4,28                      | 1 059                    | 4,42                     |
| Bulletins nuls                                                                | Bulletins nuls                                                                          | 631                       | 3,39                      | 1 044                    | 4,36                     |
| Suffrages exprimés                                                            | Suffrages exprimés                                                                      | 17 195                    | 92,33                     | 21 837                   | 91,22                    |
|                                                                               |                                                                                         |                           |                           |                          |                          |
| Candidat Étiquette politique (partis et alliances)                            | Candidat Étiquette politique (partis et alliances)                                      | Voix                      | % des exprimés            | Voix                     | % des exprimés           |
|                                                                               |                                                                                         |                           |                           |                          |                          |
|                                                                               | Josette Manin Bâtir le pays Martinique                                                  | 4 266                     | 24,81                     | 11 986                   | 54,89                    |
|                                                                               | Philippe Edmond-Mariette Divers gauche                                                  | 3 038                     | 17,67                     | 9 851                    | 45,11                    |
|                                                                               | Chantal Maignan La République en marche                                                 | 2 665                     | 15,50                     |                          |                          |
|                                                                               | Karine Mousseau Les Républicains                                                        | 1 909                     | 11,10                     |                          |                          |
|                                                                               | Fabrice Dunon Mouvement indépendantiste martiniquais                                    | 1 479                     | 8,60                      |                          |                          |
|                                                                               | Raphaël Vaugirard Parti socialiste                                                      | 1 102                     | 6,41                      |                          |                          |
|                                                                               | Christian Verneuil Divers gauche                                                        | 755                       | 4,39                      |                          |                          |
|                                                                               | Géraldine de Thore La France insoumise                                                  | 700                       | 4,07                      |                          |                          |
|                                                                               | Marie-Hellen Marthe Lutte ouvrière                                                      | 341                       | 1,98                      |                          |                          |
|                                                                               | Gérard Thalmensi Mouvement des démocrates et écologistes pour une Martinique souveraine | 244                       | 1,42                      |                          |                          |
|                                                                               | Johan Gaudoux Divers                                                                    | 235                       | 1,37                      |                          |                          |
|                                                                               | Nathalie Betegnies Front national                                                       | 220                       | 1,28                      |                          |                          |
|                                                                               | Frantz Lebon Divers gauche                                                              | 146                       | 0,85                      |                          |                          |
|                                                                               | Marie de Virginy Union populaire républicaine                                           | 81                        | 0,47                      |                          |                          |
|                                                                               | Vanessa Hubert Union des démocrates et indépendants                                     | 14                        | 0,08                      |                          |                          |
| Source : Ministère de l'Intérieur - Première circonscription de la Martinique |                                                                                         |                           |                           |                          |                          |

#### Deuxième circonscription
Député sortant : Bruno Nestor Azerot (DVG)
|                                                                               |                                                                                         |                           |                           |                          |                          |
|                                                                               |                                                                                         | Premier tour 10 juin 2017 | Premier tour 10 juin 2017 | Second tour 17 juin 2017 | Second tour 17 juin 2017 |
|                                                                               |                                                                                         |                           |                           |                          |                          |
|                                                                               |                                                                                         | Nombre                    | % des inscrits            | Nombre                   | % des inscrits           |
| Inscrits                                                                      | Inscrits                                                                                | 81 671                    | 100,00                    | 81 667                   | 100,00                   |
| Abstentions                                                                   | Abstentions                                                                             | 58 461                    | 71,58                     | 53 867                   | 65,96                    |
| Votants                                                                       | Votants                                                                                 | 23 210                    | 28,42                     | 27 800                   | 34,04                    |
|                                                                               |                                                                                         |                           | % des votants             |                          | % des votants            |
| Bulletins blancs                                                              | Bulletins blancs                                                                        | 767                       | 3,30                      | 1 388                    | 4,99                     |
| Bulletins nuls                                                                | Bulletins nuls                                                                          | 635                       | 2,74                      | 1 117                    | 4,02                     |
| Suffrages exprimés                                                            | Suffrages exprimés                                                                      | 21 808                    | 93,96                     | 25 295                   | 90,99                    |
|                                                                               |                                                                                         |                           |                           |                          |                          |
| Candidat Étiquette politique (partis et alliances)                            | Candidat Étiquette politique (partis et alliances)                                      | Voix                      | % des exprimés            | Voix                     | % des exprimés           |
|                                                                               |                                                                                         |                           |                           |                          |                          |
|                                                                               | Bruno Nestor Azerot (député sortant) Divers gauche                                      | 7 132                     | 32,70                     | 14 110                   | 55,78                    |
|                                                                               | Justin Pamphile La République en marche                                                 | 4 826                     | 22,13                     | 11 185                   | 44,22                    |
|                                                                               | Yan Monplaisir Les Républicains                                                         | 4 458                     | 20,44                     |                          |                          |
|                                                                               | Marcellin Nadeau Mouvement des démocrates et écologistes pour une Martinique souveraine | 2 475                     | 11,35                     |                          |                          |
|                                                                               | Louis Boutrin Écologiste                                                                | 1 218                     | 5,59                      |                          |                          |
|                                                                               | Karine Varasse La France insoumise                                                      | 874                       | 4,01                      |                          |                          |
|                                                                               | Alex Dufeal Lutte ouvrière                                                              | 328                       | 1,50                      |                          |                          |
|                                                                               | Aurélie Le Gourlay Front national                                                       | 199                       | 0,91                      |                          |                          |
|                                                                               | Katiucia Cantinol Union des démocrates et indépendants                                  | 138                       | 0,63                      |                          |                          |
|                                                                               | Ludovic Minar Divers                                                                    | 98                        | 0,45                      |                          |                          |
|                                                                               | Élisabeth Bailly Union populaire républicaine                                           | 62                        | 0,28                      |                          |                          |
| Source : Ministère de l'Intérieur - Deuxième circonscription de la Martinique |                                                                                         |                           |                           |                          |                          |

#### Troisième circonscription
Député sortant : Serge Letchimy (PPM).
|                                                                                |                                                                                     |                           |                           |                          |                          |
|                                                                                |                                                                                     | Premier tour 10 juin 2017 | Premier tour 10 juin 2017 | Second tour 17 juin 2017 | Second tour 17 juin 2017 |
|                                                                                |                                                                                     |                           |                           |                          |                          |
|                                                                                |                                                                                     | Nombre                    | % des inscrits            | Nombre                   | % des inscrits           |
| Inscrits                                                                       | Inscrits                                                                            | 65 396                    | 100,00                    | 65 399                   | 100,00                   |
| Abstentions                                                                    | Abstentions                                                                         | 46 214                    | 70,67                     | 43 693                   | 66,81                    |
| Votants                                                                        | Votants                                                                             | 19 182                    | 29,33                     | 21 706                   | 33,19                    |
|                                                                                |                                                                                     |                           | % des votants             |                          | % des votants            |
| Bulletins blancs                                                               | Bulletins blancs                                                                    | 446                       | 2,33                      | 729                      | 3,36                     |
| Bulletins nuls                                                                 | Bulletins nuls                                                                      | 302                       | 1,57                      | 537                      | 2,47                     |
| Suffrages exprimés                                                             | Suffrages exprimés                                                                  | 18 434                    | 96,10                     | 20 440                   | 94,17                    |
|                                                                                |                                                                                     |                           |                           |                          |                          |
| Candidat Étiquette politique (partis et alliances)                             | Candidat Étiquette politique (partis et alliances)                                  | Voix                      | % des exprimés            | Voix                     | % des exprimés           |
|                                                                                |                                                                                     |                           |                           |                          |                          |
|                                                                                | Serge Letchimy (député sortant) Parti progressiste martiniquais                     | 11 092                    | 60,17                     | 15 114                   | 73,94                    |
|                                                                                | Francis Carole Parti pour la libération de la Martinique                            | 3 057                     | 16,58                     | 5 326                    | 26,06                    |
|                                                                                | Max Orville Mouvement démocrate                                                     | 985                       | 5,34                      |                          |                          |
|                                                                                | Miguel Laventure Forces martiniquaises de progrès                                   | 708                       | 3,84                      |                          |                          |
|                                                                                | Nathalie Jos Martinique citoyenne                                                   | 483                       | 2,62                      |                          |                          |
|                                                                                | Thierry Renard La France insoumise                                                  | 463                       | 2,51                      |                          |                          |
|                                                                                | Marie-France Toul Rassemblement démocratique pour la Martinique                     | 344                       | 1,87                      |                          |                          |
|                                                                                | Kaylan Fagour Divers                                                                | 308                       | 1,67                      |                          |                          |
|                                                                                | Ghislaine Joachim-Arnaud Lutte ouvrière                                             | 302                       | 1,64                      |                          |                          |
|                                                                                | Matthieu Gama Divers                                                                | 222                       | 1,20                      |                          |                          |
|                                                                                | Marie-Jeanne Jeanville Front national                                               | 173                       | 0,94                      |                          |                          |
|                                                                                | Alain Limery Mouvement des démocrates et écologistes pour une Martinique souveraine | 169                       | 0,92                      |                          |                          |
|                                                                                | Cyril de Virginy Union populaire républicaine                                       | 68                        | 0,37                      |                          |                          |
|                                                                                | Marie-Gabrielle Marguerite Union des démocrates et indépendants                     | 60                        | 0,33                      |                          |                          |
| Source : Ministère de l'Intérieur - Troisième circonscription de la Martinique |                                                                                     |                           |                           |                          |                          |

#### Quatrième circonscription
Député sortant : Jean-Philippe Nilor (MIM).
|                                                                                |                                                                                          |                           |                           |                          |                          |
|                                                                                |                                                                                          | Premier tour 10 juin 2017 | Premier tour 10 juin 2017 | Second tour 17 juin 2017 | Second tour 17 juin 2017 |
|                                                                                |                                                                                          |                           |                           |                          |                          |
|                                                                                |                                                                                          | Nombre                    | % des inscrits            | Nombre                   | % des inscrits           |
| Inscrits                                                                       | Inscrits                                                                                 | 83 734                    | 100,00                    | 83 734                   | 100,00                   |
| Abstentions                                                                    | Abstentions                                                                              | 63 844                    | 76,25                     | 60 005                   | 71,66                    |
| Votants                                                                        | Votants                                                                                  | 19 890                    | 23,75                     | 23 729                   | 28,34                    |
|                                                                                |                                                                                          |                           | % des votants             |                          | % des votants            |
| Bulletins blancs                                                               | Bulletins blancs                                                                         | 662                       | 3,33                      | 989                      | 4,17                     |
| Bulletins nuls                                                                 | Bulletins nuls                                                                           | 497                       | 2,50                      | 992                      | 4,18                     |
| Suffrages exprimés                                                             | Suffrages exprimés                                                                       | 18 731                    | 94,17                     | 21 748                   | 91,65                    |
|                                                                                |                                                                                          |                           |                           |                          |                          |
| Candidat Étiquette politique (partis et alliances)                             | Candidat Étiquette politique (partis et alliances)                                       | Voix                      | % des exprimés            | Voix                     | % des exprimés           |
|                                                                                |                                                                                          |                           |                           |                          |                          |
|                                                                                | Jean-Philippe Nilor (député sortant) Mouvement indépendantiste martiniquais              | 8 780                     | 46,87                     | 14 794                   | 68,02                    |
|                                                                                | Sylvia Saithsoothane Les Républicains                                                    | 3 386                     | 18,08                     | 6 954                    | 31,98                    |
|                                                                                | David Dinal Parti progressiste martiniquais                                              | 2 813                     | 15,02                     |                          |                          |
|                                                                                | Ernest Kilo La France insoumise                                                          | 896                       | 4,78                      |                          |                          |
|                                                                                | Philippe Petit Union des démocrates et indépendants                                      | 830                       | 4,43                      |                          |                          |
|                                                                                | Jérémie Ferdinand Mouvement des démocrates et écologistes pour une Martinique souveraine | 359                       | 1,92                      |                          |                          |
|                                                                                | Daniel Duval-Violton Divers                                                              | 346                       | 1,85                      |                          |                          |
|                                                                                | Élodie Babin Front national                                                              | 324                       | 1,73                      |                          |                          |
|                                                                                | Gabriel Jean-Marie Lutte ouvrière                                                        | 277                       | 1,48                      |                          |                          |
|                                                                                | Steeve Louis-Marie Divers                                                                | 213                       | 1,14                      |                          |                          |
|                                                                                | Hervé Pinto Divers                                                                       | 185                       | 0,99                      |                          |                          |
|                                                                                | Émilie Joncart Divers gauche                                                             | 182                       | 0,97                      |                          |                          |
|                                                                                | Sébastien Dubois Union populaire républicaine                                            | 140                       | 0,75                      |                          |                          |
| Source : Ministère de l'Intérieur - Quatrième circonscription de la Martinique |                                                                                          |                           |                           |                          |                          |